# Un vecino infernal
Neighbours From Hell es un videojuego de estrategia para Nintendo GameCube, Microsoft Windows, y Xbox. En Europa, fue lanzado para Windows el 20 de junio de 2003 y la GameCube y Xbox, el 4 de marzo de 2005. El juego fue lanzado para Windows en los Estados Unidos el 22 de septiembre de 2003. El juego controla a Woody, un chico común que tiene una vida feliz, hasta que su vecino el Sr. Rottweiler, hace su vida miserable. Woody decide tomar venganza total sobre el Sr. Rottweiler. En el juego Un vecino infernal, el jugador se desliza alrededor de la casa del vecino realizando trucos sobre el residente incauto. El jugador es el protagonista de un nuevo programa de televisión con el mismo nombre, con cámaras que siguen cada movimiento como el jugador pone trampas, como aserrar el sofá, cáscaras de plátano, canicas o jabón sobre el piso, manchar la foto de la madre del Sr. Rottweiler y jugar con el equipo de la casa. Los objetivos del juego son crear desorden, aumentar las puntuaciones, y ganar premios. Los obstáculos en el juego incluyen el propio vecino vigilante, y también su perro guardián y un loro llamado Chili, quienes tratarán de alertar al vecino de la presencia de Woody.

## Jugabilidad
El objetivo de cada nivel es jugarle algunas bromas al vecino utilizando cada artículo cerca de tu personaje. Cada etapa tiene 4 o 5 zonas (no incluyendo las etapas de formación). El jugador debe mover a Woody de un lugar a otro, y el vecino se mueve con ellos con el tiempo. A veces el jugador le puede distraer con diferentes formas (como llamarle para hacer que vaya abajo) o se distrae automáticamente (por ejemplo, pintar, lavar la ropa, etc.) Tiene mascotas que vigilan por él, como un loro llamado Chili. El juego comienza con sólo unas pocas habitaciones (la sala, el baño, la cocina y la sala de estar), pero a medida que avanza el juego, se desbloquean más habitaciones (en la temporada 2 es el balcón y el cuarto, y en la temporada 3 es el sótano y el estudio), haciendo el juego aún más difícil.

## Personajes

### Personajes principales: Héroes y villanos
- Woody - El personaje jugable y protagonista del juego.
- mr. Rottweiler (El vecino infernal) - El principal antagonista del juego y es el vecino al que Woody le debe jugar bromas.
- Chili - El loro del Mr. Rottweiler.
- Perro guardián - El perro del Mr. Rottweiler.
- José Luis/Joe - El director del programa, da consejos útiles en la serie de entrenamiento.

## Secuela
En 2004 se lanzó una secuela, llamada Un vecino infernal 2: De vacaciones. En este juego en vez de estar en una casa, el jugador viaja a diferentes lugares del mundo. Esta vez, el jugador debe tener su precaución dirigida a la madre del vecino infernal también, si no quiere ser atrapado.